# ジェネレーション・テロリスト
『ジェネレーション・テロリスト』（Generation Terrorists）は、ウェールズのロックバンド、マニック・ストリート・プリーチャーズが1992年に発表した1作目のアルバム。

## 概要
バンド初のアルバム。
デビュー当時、「30曲入りの2枚組のデビューアルバムを発表し、世界中でナンバーワンにして解散する」といった解散宣言をするも、この大げさな宣伝にNME誌のインタビュアー(Steve Lamacq)は軽蔑した態度をとった。これに対して、ギタリストのリッチー・ジェームスが、マニックスが本物であることを証明するために「4 REAL (本気だ)」とカミソリの刃で自らの腕に切り刻み、17針の大怪我を負った。この事件は現在では伝説となっている。その後まもなくソニーレコードと契約を結び、1stアルバムの製作にとりかかった。
結果としてアルバムは発売当時レコードで2枚組となったが、曲数は絞られ、世界中でNo.1を達成することもかなわなかった。その後バンドは公約を守れなかったこと、発売後のツアーで多くの国々で成功を収めたことから解散宣言を撤回し、活動を継続していくこととなる。
2012年12月には、本作の発売20周年を記念し、最新リマスタリングを施した記念盤が発売された。

## バリエーション
- 1992年2月10日（日本盤は同年2月14日発売）：オリジナル盤
- 1998年9月9日：廉価盤
- 2009年5月13日：日本独自企画・完全生産限定紙ジャケットシリーズ
世界初紙ジャケット仕様、レアトラック収録のボーナスディスク付2枚組
- 2012年11月6日（日本盤は同年12月5日発売）：20周年記念盤
初回生産限定盤と通常盤の2形態でリリース。初回盤はデモ音源等を収録したボーナスCDと、インタビュー、PV、ライブ映像等を収録したDVD付き。

## 収録曲
1. スラッシュ&バーン Slash N' Burn  (3:59)
2. 公開死刑宣告 Nat West-Barclays-Midlands-Lloyds  (4:33)
3. ボーン・トゥ・エンド Born To End  (3:55)
4. 享楽都市の孤独 Motorcycle Emptiness  (6:05)
5. ユー・ラヴ・アス You Love Us  (4:18)
6. 亡命 Love's Sweet Exile  (3:29)
7. リトル・ベイビー・ナッシング (with トレイシー・ローズ) Little Baby Nothing  (5:00)
8. リピート (US) Repeat (US)  (4:09)
9. テネシー (虚無主義者達の歴史) Tennessee  (3:06)
10. 新奇病 Another Invented Disease  (3:24)
11. ステイ・ビューティフル Stay Beautiful  (3:10)
12. 屍 So Dead  (4:29)
13. リピート (UK) Repeat (UK)  (3:10)
14. 集団自殺の傍観者達 Spectators Of Suicide  (4:42)
15. 呪われた犬 Damn Dog  (1:52)
16. 聖なる接吻 Crucifix Kiss  (3:39)
17. 告発〜人間のクズ〜 Methadone Pretty  (3:57)
18. 殉死―R&Rに呪われた死刑囚達 Condemned To Rock 'N' Roll  (6:06)
19. モータウン・ジャンク Motown Junk  (3:59)
日本盤ボーナストラック。

## 20周年記念盤

### 収録内容
- 収録内容は全世界共通である。

#### Disc 1
- オリジナル盤の2012年最新リマスター
- 19曲目に「テーマ・フロムM.A.S.H. (スイサイド・イズ・ペインレス) Theme From M*A*S*H (Suicide Is Painless)」がボーナストラックとして収録。

#### Disc 2
- 1曲目から20曲目まではデモ音源である（5曲目の「You Love Us」は除く）。

1. スラッシュ&バーン (3:59)
2. 公開死刑宣告 (4:01)
3. ボーン・トゥ・エンド (2:54)
4. 享楽都市の孤独 (6:25)
5. ユー・ラヴ・アス (HEAVENLY VERSION) (4:26)
6. 亡命 (3:15)
7. リトル・ベイビー・ナッシング (with トレイシー・ローズ) (4:25)
8. リピート (US) (2:42)
9. テネシー (虚無主義者達の歴史) (2:55)
10. 新奇病 (3:32)
11. ステイ・ビューティフル (3:13)
12. 屍 (4:24)
13. リピート (UK) (3:11)
14. 集団自殺の傍観者達 (5:49)
15. 呪われた犬 (1:47)
16. 聖なる接吻 (3:41)
17. 告発〜人間のクズ〜 (4:11)
18. スイサイド・アレイ (2:34)
19. ニュー・アート・ライオット (2:54)
20. モータウン・ジャンク (2:53)
21. モータウン・ジャンク (3:59)

#### DVD
1. ア・フィルム・アバウト・ジェネレーション・テロリスト【最新ドキュメンタリー】
2. アンシーン・スーパー・エイト・モンタージュ【最新ドキュメンタリー】
3. ホーム・ロード・ムーヴィー【最新ドキュメンタリー】
4. モータウン・ジャンク【ミュージック・ビデオ】
5. ユー・ラヴ・アス (HEAVENLY VERSION)【ミュージック・ビデオ】
6. ステイ・ビューティフル【ミュージック・ビデオ】
7. 亡命【ミュージック・ビデオ】
8. ユー・ラヴ・アス (COLUMBIA VERSION)【ミュージック・ビデオ】
9. スラッシュ&バーン【ミュージック・ビデオ】
10. 享楽都市の孤独【ミュージック・ビデオ】
11. テーマ・フロムM.A.S.H.(スイサイド・イズ・ペインレス)【ミュージック・ビデオ】
12. リトル・ベイビー・ナッシング【ミュージック・ビデオ】
13. リピート (NEW FILM)【ミュージック・ビデオ】
14. 公開死刑宣告 (NEW FILM)【ミュージック・ビデオ】
15. スナッブ (GENERATION TERRORISTS AT THE BBC)【ライヴ映像 他】
16. ラピード (GENERATION TERRORISTS AT THE BBC)【ライヴ映像 他】
17. バンド・エクスプロージョン -ライヴ・アット・ザ・マーキー- (GENERATION TERRORISTS AT THE BBC)【ライヴ映像 他】
18. ラピード (GENERATION TERRORISTS AT THE BBC)【ライヴ映像 他】
19. ユー・ラヴ・アス (TOP OF THE POPS PERFORMANCES)【ライヴ映像 他】
20. 享楽都市の孤独 (TOP OF THE POPS PERFORMANCES)【ライヴ映像 他】
21. テーマ・フロムM.A.S.H.(スイサイド・イズ・ペインレス) (TOP OF THE POPS PERFORMANCES)【ライヴ映像 他】

| スタブアイコン | サブスタブ | この項目は、まだ閲覧者の調べものの参照としては役立たない、アルバムに関連した書きかけの項目です。この項目を加筆・訂正などしてくださる協力者を求めています（P:音楽/PJ:アルバム）。 |